# Catedrala ortodoxă Sfântul Nicolae din Tulcea
Catedrala ortodoxă „Sfântul Nicolae” din Tulcea este un monument istoric aflat pe teritoriul municipiului Tulcea.
Populatia româneasca evacuata la Tulcea dupa Pacea de la Adrianopole (1829, prin care Delta era cedata Rusiei, si în care se stipula ca teritoriul din dreapta bratului Sf. Gheorghe sa ramâna nelocuit “pâna la o departare de doua ore de fluviu”) din actualele localitati Nufaru, Bestepe, Mahmudia, Sarinasuf, Dunavat, sa, si stabiliti definitiv în oras, dar în principal bestepenii, ridica, între anii 1835-1845 (alte surse indica perioada 1846-1847), un mic lacas de cult din lemn, care s-a aflat în curtea actualei catedrale, spre nord. Între anii 1862-1865 (alte surse indica anii 1865-1868) se ridica, lânga cea amintita, constructia care se pastreaza pâna astazi, fiind primul edificiu crestin din Tulcea acelei perioade careia i s-a permis, prin iradea (autorizatie) emisa de sultan, sa-si înalte turle pe corpul bisericii. (În interiorul Imperiului Otoman bisericile cu turle, susceptibile a fi mai înalte decât minaretele geamiilor si moscheilor, erau exceptii confirmate de autorizatii speciale emise de cancelaria sultanului; de aceea celelalte biserici ridicate în Tulcea în acea perioada au, în general turnuri-clopotnita adaugate fie mai târziu, fie construite în preajma Razboiului de Independenta). În curtea bisericii a functionat o scoala care s-a numit, între anii 1865-1878, “Scoala Primara Româna”, organizata de membrii parohiei; cladirea sa a fost distrusa în timpul Primului Razboi Mondial. Pictura interioara apartine pictorului Marinescu si dateaza din 1905.